# Guido de Marco
Guido de Marco (Valletta, 22 juli 1931 -  Msida, 12 augustus 2010) was een Maltees politicus. Hij was lid van de oudste politieke partij van het land, de Partit Nazzjonalista. Hij was van 4 april 1999 tot 4 april 2004 president van Malta.
Tot 1952 studeerde de Marco filosofie, economie en Italiaans. In 1955 werd hij doctor in de rechtsgeleerdheid. Hij was jarenlang hoogleraar rechten aan de Universiteit van Malta. In 1966 werd hij voor het eerst in het parlement gekozen. 
Hij diende als minister van buitenlandse zaken in 1990 namens zijn regering de aanvraag in van het lidmaatschap van de Europese Unie, dat in 2004 tijdens zijn presidentschap zou worden bereikt. In de jaren 1990 was hij ook voorzitter tijdens de 45ste Algemene Vergadering van de Verenigde Naties.
In december 1999 ontving de Marco de Bethlehem 2000 Medaille, een door Yasser Arafat uitgereikte medaille, omdat Malta "de Palestijnse strijd voor vrijheid" had gesteund.  
De Marco was gehuwd en had drie kinderen.